# Рудольф Петраушке
Рудольф Петраушке (нім. Rudolf Petrauschke; 29 червня 1896, Трахенберг — 12 жовтня 1965, Вунсторф)  — німецький офіцер, генерал-майор люфтваффе.

## Біографія
15 серпня 1914 року вступив в армію. Учасник Першої світової війни. 19 вересня 1919 року вступив у поліцію, 30 вересня звільнений з армії. 1 жовтня 1935 року перейшов в люфтваффе.
З 1 серпня 1939 по 15 жовтня 1942 року — командир 82-го авіаполку, одночасно з 1 серпня 1939 до 31 березня 1942 року — комендант авіабази Квакенбрюка, з 1 квітня по 15 жовтня 1942 року — Дебліна-Іріни. З 16 жовтня 1942 року — командир повітряної охоронної області Олсуф'єво в зоні дії 6-го повітряного полку, з 1 липня 1943 року — інструкторського штабу навчального відділу бойового полігону люфтваффе, з 1 листопада 1943 року — 1-ї авіапольової дивізії. 11 лютого 1944 року відправлений на лікування, після якого 15 червня відправлений в резерв ОКЛ. З 15 лютого 1945 року — командир спеціального штабу командування 3-ї повітряної області. 22 квітня взятий в полон. 22 травня 1947 року звільнений.

## Звання
- Унтерофіцер (31 жовтня 1915)
- Віце-фельдфебель (19 січня 1916)
- Лейтенант резерву (27 січня 1916)
- Лейтенант поліції (19 вересня 1919)
- Оберлейтенант поліції (22 грудня 1921)
- Гауптман поліції (18 грудня 1926)
- Майор поліції (1 серпня 1935)
- Майор (1 жовтня 1935)
- Оберстлейтенант (1 січня 1938)
- Оберст (1 листопада 1940)
- Генерал-майор (1 липня 1943)